# Football Club Hradec Králové
El Football Club Hradec Králové es un club de fútbol checo, de la ciudad de Hradec Králové. Fue fundado en 1905 y juega en la Gambrinus liga.
Participó en la Copa de Europa 1960–61, en la que fue eliminado por el F. C. Barcelona. En la temporada anterior se había alzado con el título de liga en su primera participación en la élite del fútbol checoslovaco. 
En 1995 ganó la Copa Checa, trofeo que le permitió disputar al año siguiente la UEFA Europa League. En la temporada 2012-13 fue relegado a la Segunda División, pero en tan solo un año en el segundo nivel retornó a la máxima categoría.

## Nombres históricos
- 1905: SK Hradec Králové
- 1948: Sokol Hradec Králové
- 1949: Sokol Škoda
- 1953: DSO Spartak Hradec Králové (Dobrovolná Sportovní Organisace Spartak Hradec Králové)
- 1976: TJ Spartak ZVU Hradec
- 1989: RH Spartak ZVU Hradec Králové
- 1990: SKP Spartak Hradec Králové
- 1992: SKP Fomei Hradec Králové
- 1994: SK Hradec Králové
- 2005: FC Hradec Králové

## Palmarés
- Liga de Checoslovaquia (1): 1959-60.
- Copa de la República Checa (1): 1994-95.
- Czech 2. Liga (3): 2000–01, 2009–10, 2020-21

## Estadios

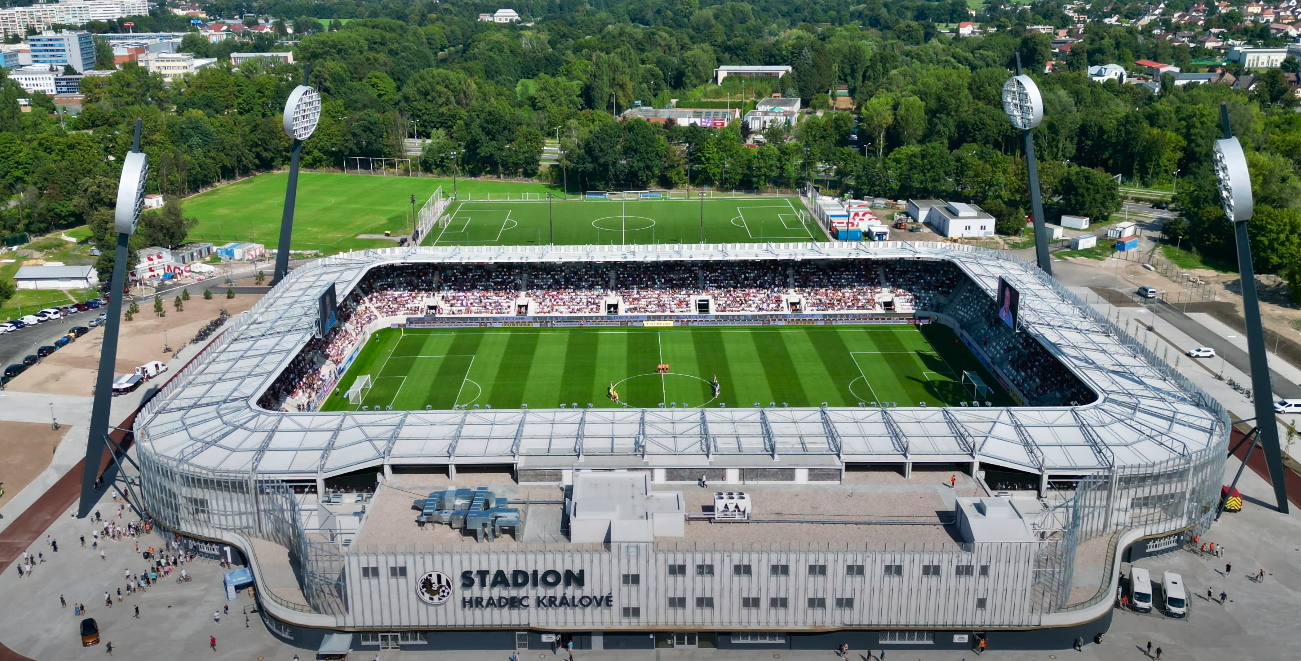
Malšovická aréna.

Hasta 2017, el club disputó sus partidos en el Všesportovní stadion inaugurado en 1966 y demolido en septiembre de 2021. Desde agosto de 2023 utiliza su nuevo estadio el Malšovická aréna o Stadion Hradec Králové con capacidad para 9.300 espectadores. En el intertanto durante los trabajos de demolición y construcción del nuevo estadio, el FC Hradec Králové jugó sus partidos como local en el Lokotrans Aréna de Mladá Boleslav. 

## Historial en competicionesUEFA
| Temporada | Torneo         | Ronda            | Club             | Casa | Visita | Global            |
| --------- | -------------- | ---------------- | ---------------- | ---- | ------ | ----------------- |
| 1960/61   | Copa de Europa | Clasificatoria 1 | Steaua Bucarest  | ---  | ---    | Retirado          |
| 1960/61   | Copa de Europa | Octavos          | Panathinaikos FC | 1–0  | 0–0    | 1-0               |
| 1960/61   | Copa de Europa | Cuartos          | FC Barcelona     | 1–1  | 0-4    | 1-5               |
| 1995/96   | Recopa         | Ronda Previa     | FC Vaduz         | 9-1  | 0-5    | 14-1              |
| 1995/96   | Recopa         | Dieciseisavos    | FC Copenhague    | 5-0  | 2-2    | 7-2               |
| 1995/96   | Recopa         | Octavos          | Dinamo Moscú     | 1-0  | 0-1    | 1-1 (1-3 penales) |
| 1995/96   | Recopa         | Primera Ronda    | FC Gomel         |      |        |                   |
| 1999      | Intertoto      | Primera Ronda    | FC Gomel         | 1-0  | 0-1    | 1-1 (1-3 penales) |